# グランド牧場
有限会社グランド牧場（グランドぼくじょう）とは、北海道日高郡新ひだか町に本場を置くサラブレッド競走馬の生産・育成牧場である。2023年までは牧場名義で生産馬の所有も行うオーナーブリーダー（馬主兼生産者）であった（後述）。

## 歴史
1927年開場。創業地は古川公園野球場のすぐ近くで、その野球場のすぐ近くに敷地があったことから「グラウンド牧場」と呼ばれるようになり、いつしか「グランド牧場」を正式名称とするようになった。創業者の伊藤幸太郎は貴族院議員であった伊藤繁太郎の甥で、元は繁太郎のもとで競走馬生産を行っていた。創業以来長らく散発的に重賞勝利馬を出す程度の中小牧場であったが、1985年に父から経営を継いだ3代目・伊藤佳幸から急速な拡大路線が採用され、繁殖用支場と育成施設が各地に整備された。これに伴い従来15頭前後であった繋養繁殖牝馬は約100頭まで増加。ダートグレード競走を中心に活躍したプリエミネンスやスマートボーイ、アメリカで重賞勝利を挙げたフェスティバルなど、安定して活躍馬を輩出する有力な牧場となった。2002年には生産馬の獲得賞金総額で第4位を記録している。
2005年、スズカマンボが天皇賞（春）を制し、開場78年目でGI競走初制覇を果たす。2015年、同牧場生産馬同士の配合であるサンビスタがチャンピオンズカップを制覇し、牝馬として史上初めてJRAのダートGIを制覇した。
地方競馬においてもホッカイドウ競馬や南関東競馬を中心に生産馬を多数出走させており、2009年には笠松所属のラブミーチャンが全日本2歳優駿を制し、2歳馬として史上初めてNARグランプリ年度代表馬に選出され、2017年には船橋所属（当時）のヒガシウィルウィンが東京ダービー、ジャパンダートダービーの南関東牡馬クラシック2冠を制し、同じくNARグランプリ年度代表馬に選出された。
海外からの繁殖牝馬導入にも積極的で、2018年の米ファシグティプトン・ノベンバーセールでは前年のエクリプス賞最優秀2歳牝馬カレドニアロードを230万ドル（当時のレートで約2億6,450万円）で落札している。また、2024年11月の同じファシグティプトン・ノベンバーセールにて、2022年のG1ベルモントオークス覇者のフランケル産駒マキューリックを600万ドル（約9億円）で、2023年G1メイトリアークS覇者サージキャパシティ（イントゥミスチーフを受胎）を360万ドル、オンアラート（シャーラタンを受胎）を85万ドルでそれぞれ落札している。
2020年、4代目社長に伊藤佳洋、前社長の伊藤佳幸は会長に就任する。
2023年、会長の伊藤佳幸が逝去。
馬主としての活動は2021年からはホッカイドウ競馬や南関東競馬を主軸に移しており、中央競馬においては2021年8月28日の新潟競馬第4レースでの出走（ビリーヴインミー、4着）が牧場名義としては最後となっており、JRA所属競走馬の多くは競走馬登録抹消、もしくは地方競馬への転籍の措置が執られ、数頭が会長である伊藤佳幸の個人名義に移管されたのち、2022年からは中央競馬においてはマーケットブリーダーとしての活動に移行した。また、地方競馬においても2023年5月15日の川崎競馬第10レース新緑特別（シュガーダディ・12着）が現時点での牧場名義での最終出走となっている。
日本中央競馬会調教師（美浦TC所属）である伊藤圭三は、3代目社長・伊藤佳幸の実弟。また、元JRA調教師の角居勝彦、沖芳夫が牧場に勤務していた。

## 所有施設

### 繁殖
- グランド牧場本場（新ひだか町）
  - プリモファーム（新ひだか町）[1]
  - 高江繁殖場（新冠町）[1]
  - 真歌繁殖場（新ひだか町）[1]

### 育成
- 真歌トレーニングセンター（新ひだか町）[1]
- 遠野ステーブル　2022.10月閉鎖（岩手県遠野市）[1]

## 主な生産馬
2005年天皇賞（春）優勝馬スズカマンボ、2009年度NARグランプリ年度代表馬・ラブミーチャン、2015年チャンピオンズカップ優勝馬サンビスタなどを生産している。
※括弧内は生産馬の優勝重賞競走。地方競馬限定格付けのものは含まない。競走名強調はGI級競走、馬名強調は生産所有馬。
- トパーズ（1954年産 オータムハンデキャップ）※伊藤幸太郎名義
- イシノオウカン（1971年産 関屋記念）
- タマモコトブキ（1977年産 小倉3歳ステークス、阪神牝馬特別）
- ヤマノシラギク（1979年産 京都大賞典2回、小倉大賞典）
- カリスタカイザー（1983年産 札幌3歳ステークス）
- ノースシャトル（1984年産 ダイヤモンドステークス）
- アイオーユー（1990年産 カブトヤマ記念）
- イイデライナー（1991年産 京都4歳特別）
- スマートボーイ（1995年産 アンタレスステークス2回、平安ステークス2回、マーチステークス）
- スナークレイアース（1995年産 白山大賞典、マーキュリーカップ）
- プリエミネンス（1997年産 浦和記念、エルムステークス、マリーンカップ2回、関東オークス、クイーン賞、スパーキングレディーカップ、マーキュリーカップ）
- ミレニアムスズカ（1998年産 阪神ジャンプステークス）
- フェスティバル（1999年産 エーデルワイス賞、北海道2歳優駿、ダリアハンデキャップ）
- ホワイトカーニバル（2000年産 フェアリーステークス）
- タマモリッチ（2000年産 サラブレッドチャレンジカップ）
- スズカマンボ（2001年産 天皇賞・春、朝日チャレンジカップ）
- スズカコーズウェイ（2004年産 京王杯スプリングカップ）
- ラブミーチャン（2007年産 全日本2歳優駿、東京盃、兵庫ジュニアグランプリ、東京スプリント、クラスターカップ）
- ビッグバン（2007年産 北海道2歳優駿）
- サンビスタ（2009年産 チャンピオンズカップ、JBCレディスクラシック、ブリーダーズゴールドカップ、TCK女王盃、マリーンカップ[7]、レディスプレリュード）
- ハニーパイ（2010年産 エーデルワイス賞）
- マイネルクロップ（2010年産 佐賀記念[8]、マーチステークス[9]）
- タイニーダンサー（2013年産 関東オークス、北海道2歳優駿、エーデルワイス賞）
- メイショウダッサイ（2013年産 小倉サマージャンプ、東京ハイジャンプ、中山大障害、阪神スプリングジャンプ、中山グランドジャンプ）
- カデナ（2014年産 京都2歳ステークス、弥生賞、小倉大賞典）
- クイーンマンボ（2014年産 関東オークス、レディスプレリュード）[10]
- ヒガシウィルウィン（2014年産 ジャパンダートダービー）
- ストロングハート（2015年産 エーデルワイス賞）
- ハヤブサマカオー（2015年産 兵庫ジュニアグランプリ）
- イグナシオドーロ（2016年産 北海道2歳優駿）
- ハヤブサナンデクン（2016年産 マーチステークス）[11]
- テイエムサウスダン（2017年産 兵庫ジュニアグランプリ、黒船賞、テレ玉杯オーバルスプリント、兵庫ゴールドトロフィー、根岸ステークス）
- オマツリオトコ（2020年産 兵庫ジュニアグランプリ）[12]
- サンデーファンデー（2020年産 2025年プロキオンステークス）
- ナチュラルライズ（2022年産 2025年京浜盃、羽田盃、東京ダービー）